# Pezizella eburnea
Pezizella eburnea är en lavart som först beskrevs av Michel Robert Roberge (?–1864), och fick sitt nu gällande namn av Dennis 1956. Pezizella eburnea ingår i släktet Pezizella och familjen Hyaloscyphaceae.  Utöver nominatformen finns också underarten filicis.